# Kurt Eimann
Kurt Eimann (ur. 28 lipca 1899 w Görlitz, zm. 7 sierpnia 1980 w Wolfsburgu) – SS-Obersturmbannführer, zbrodniarz wojenny. Jako dowódca specjalnej jednostki SS Wachsturmbann „Eimann” odpowiadał za śmierć tysięcy przedstawicieli polskiej inteligencji oraz pacjentów polskich i niemieckich szpitali psychiatrycznych, zamordowanych na Pomorzu Gdańskim w pierwszych miesiącach niemieckiej okupacji. Po wojnie skazany w Niemczech Zachodnich na karę 4 lat pozbawienia wolności.

## Życiorys
Syn kołodzieja, uczęszczał do szkół w Görlitz i w Weinhübel, następnie przez krótki czas pracował jako goniec w fabryce, później odbywał on krótką służbę jako kanonier w armii niemieckiej podczas I wojny światowej, konkretnie w czasie walk we Francji. Po wojnie wstąpił do Freikorpsu, w ramach którego uczestniczył w walkach na terenie państw bałtyckich. Zanim związał się z ruchem nazistowskim pracował jako sekretarz sądowy,ponadto wciąż pozostawał w szeregach Reichswehry do roku 1930. W 1932 wstąpił do NSDAP (nr legitymacji 1.418.880), SA oraz SS (nr legitymacji 57.319). 1 stycznia 1939 objął stanowisko dowódcy 36. pułku SS stacjonującego w Gdańsku (SS-Standarte 36 Danzig). Posiadał wówczas stopień SS-Sturmbannführera.
Eimann nie był specjalnie ceniony przez swoich przełożonych, którzy krytykowali go za brak aktywności i polotu. Panowała opinia, że Eimann wymaga „energicznego kierowania”.
3 lipca 1939, w ramach przygotowań do zbliżającej się inwazji Niemiec na Polskę, powołano na bazie 36. pułku SS (mocą uchwały Senatu Wolnego Miasta Gdańska) nową jednostkę – tzw. Wachsturmbann "Eimann" (pol.: Oddział wartowniczo-szturmowy "Eimann"). Kurt Eimann objął dowództwo Wachsturmbann i właśnie od jego nazwiska jednostka przyjęła swoją nazwę. Formalnie oddział Eimanna był wyłącznie formacją policji posiłkowej. W rzeczywistości pełnił rolę jednostki do zadań specjalnych, swoistego prywatnego szwadronu śmierci do dyspozycji gdańskiego gauleitera NSDAP Alberta Forstera oraz dowódcy SS i policji na Pomorzu – SS-Gruppenführera Richarda Hildebrandta.

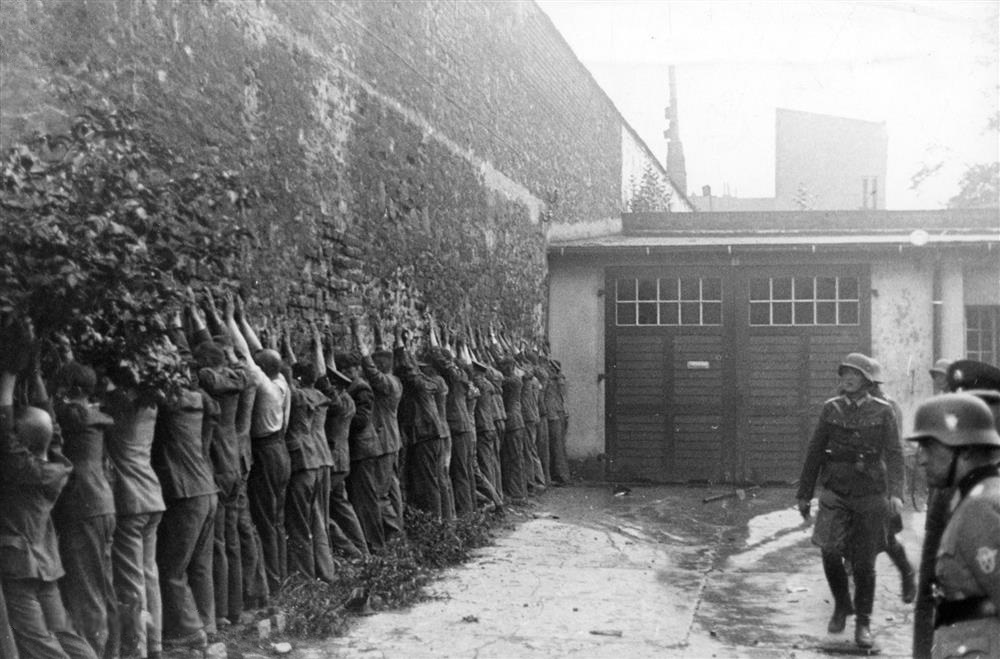
1 września 1939 – polscy pocztowcy z Gdańska pod ścianą

### Okres II wojny światowej
Po rozpoczęciu niemieckiej inwazji na Polskę Wachsturmbann "Eimann" wziął udział w opanowaniu polskich punktów oporu w Gdańsku (Polskiej Dyrekcji Kolejowej i Poczty Polskiej), jak również uczestniczył w walkach o Westerplatte, Gdynię i Kępę Oksywską. Podstawowym zadaniem oddziału Eimanna była jednak rozprawa z polską ludnością Gdańska i Pomorza. Już od 1 września 1939 SS-mani Eimanna uczestniczyli w masowych aresztowaniach Polaków na terenie Wolnego Miasta Gdańska. Z grona członków Wachsturmbann "Eimann" zorganizowano pluton egzekucyjny, który w dniu 5 października rozstrzelał 38 obrońców Poczty Polskiej w Gdańsku (egzekucją kierował Max Pauly – późniejszy komendant KL Stutthof).
W następnych miesiącach oddział Eimanna udzielał wsparcia strukturom policyjnym, żandarmerii oraz oddziałom paramilitarnego Selbstschutzu przy akcji eksterminacji „polskiej warstwy przywódczej” na Pomorzu Gdańskim. SS-mani Eimanna przeprowadzali m.in. masowe aresztowania i dokonywali doraźnych egzekucji Polaków na terenach powiatów morskiego, kartuskiego, kościerskiego i starogardzkiego, eskortowali pomorskich Żydów do gett w Wiedniu i Bratysławie oraz brali udział w masowych wysiedleniach ludności polskiej (m.in. z Gdyni). Wachsturmbann "Eimann" odegrał także kluczową rolę podczas masowych mordów w Lasach Piaśnickich. Ponadto, SS-mani Eimanna tworzyli załogi prowizorycznych obozów dla internowanych, utworzonych w gdańskiej Victoriaschule, Nowym Porcie i Granicznej Wsi. Wspomniany Max Pauly kierował Komendanturą Obozów Jenieckich w Gdańsku, której podlegały niemal wszystkie obozy internowania na Pomorzu. Później na bazie Wachsturmbann "Eimann" sformowano załogę obozu koncentracyjnego Stutthof.
Eimann i jego jednostka byli jednak najbardziej znani z udziału w eksterminacji pacjentów polskich i niemieckich zakładów psychiatrycznych, realizowanej w ramach słynnej Akcji T4. To właśnie Eimann otrzymał polecenie „opróżnienia” z pacjentów pomorskich zakładów leczniczych, celem udostępnienia ich na potrzeby wojska lub niemieckich kolonistów z krajów nadbałtyckich. Po wojnie Eimann twierdził, iż był przerażony postawionym przed nim zadaniem – niemniej jednak do jego realizacji przystąpił bardzo skrupulatnie.  Jeszcze zanim rozpoczęło się mordowanie chorych psychicznie, Eimann i jego ludzie zostali przeszkoleni w jednym ze szpitali psychiatrycznych, gdzie opowiadano im, jak przyroda obchodzi się z „życiem niegodnym życia” i o tym, że „zdrowe zwierzęta zabijają chore”.
W ramach Akcji T4 SS-mani Eimanna zamordowali w Lesie Szpęgawskim 1692 chorych psychicznie – przede wszystkim pacjentów szpitala w Kocborowie, a w Mniszku – Górnej Grupie – ponad 1000 pacjentów szpitala psychiatrycznego w Świeciu. W Lasach Piaśnickich Wachsturmbann "Eimann" zamordował około 2000 niemieckich chorych z zachodniopomorskich zakładów leczniczych w Stralsundzie, Ueckermünde, Altentreptow i Lęborku. Eimann osobiście wpadł na pomysł, aby celem zapewnienia sprawnego przebiegu akcji, zabijać chorych pojedynczo strzałem w potylicę. Dokładał również starań, aby utrzymywać ich do samego końca w nieświadomości co do oczekującego ich losu. Wcześniej Eimann wyszukiwał najbardziej dogodne miejsca do przeprowadzenia mordu oraz od początku do końca nadzorował każdą z masowych egzekucji.
Eimann pełnił funkcję dowódcy SS-Wachsturmbann E do grudnia 1939, a wkrótce po jego odejściu jednostka została rozwiązana. Eimann dosłużył się ostatecznie stopnia podpułkownika wojsk pancernych SS, ale nie zrobił już większej kariery w III Rzeszy. Za "dokonania" na Pomorzu nagrodzono go natomiast Krzyżem Żelaznym II klasy. Około 500 członków jego dawnej jednostki zostało przyjętych do policji w Berlinie.

### Losy powojenne
Kurt Eimann przeżył wojnę. W latach 1960–68 był wielokrotnie przesłuchiwany przez zachodnioniemiecką policję, prokuraturę i sądy ale zarzuty przedstawiono mu dopiero w 1968. Na rozprawie przyznał, że jego czyny stanowiły zbrodnię, oświadczając, że „zdawał sobie sprawę z tego, że powierzona mu akcja eksterminacyjna była sprzeczna z prawem oraz stanowiła zaprzeczenie wszystkich znanych form współżycia społecznego”. Przyznał się również do zamordowania w Piaśnicy blisko 1200 pacjentów niemieckich zakładów psychiatrycznych (co stanowiło prawdopodobnie zaniżoną liczbę). Z drugiej strony Eimann argumentował, że obowiązywały go rozkazy przełożonych, które starał się wykonywać jak najlepiej oraz zataił swój udział w mordowaniu pacjentów szpitali w Kocborowie i Świeciu, jak również udział w działaniach eksterminacyjnych wymierzonych w polską inteligencję. W rezultacie Sąd Krajowy w Hanowerze skazał go 20 grudnia 1968 na karę 4 lat pozbawienia wolności, z których odsiedział zaledwie dwa.